# Unités irlandaises au sein de l'armée espagnole
L'Irlande, en tant que nation catholique, a vu un nombre non négligeable de ses soldats partir mettre leur épée au service d'autre nations catholiques, parmi lesquelles la très dévote Espagne.

## Historique
Rare sont les exemples de soldats irlandais ayant combattu pour le Royaume d'Espagne avant le début du XVIIe siècle. Le plus célèbre demeure néanmoins celui de l'armée levée par un catholique anglais, William Stanley (en).
Stanley, général émérite de la reine d'Angleterre Élisabeth Ire lors de la Guerre de Quatre-Vingts Ans mais fervent catholique, passa au service de l'Espagne alors qu'il tenait la ville de Deventer avec près de 1 200 soldats en grande partie Irlandais. Le général Stanley, s'étant brouillé avec John Norris et peut-être influencé par la bulle papale Regnans in Excelsis qui exhortait les catholiques anglais à combattre la reine Élisabeth comme hérétique, rendit la ville aux Espagnols en janvier 1587, passant au service des Habsbourg.
Au XVIIIe siècle, les officiers espagnols ayant des noms ou une ascendance irlandaise sont très nombreux. La branche espagnole des bourbons défendaient et administraient un empire mondial, alors que l'Irlande était sous administration britannique. Les plus connus sont Ricardo Wall (Nantes, 1694), secrétaire d'État (1754-1763) et secrétaire à l'effort de Guerre (1759-1763), Alejandro O’Reilly gouverneur de Madrid, d'Andalousie(1775), et de Catalogne(1794) qui compte parmi les principaux réformateurs de l'armée espagnole du XVIIIe siècle.
Les Irlandais étaient la 4e nationalité la plus présente dans les armées espagnoles, après les italiens, portugais et français, mais à la différences des précédents qui étaient incorporés soit lors de conflits locaux (Italie, Flandres) soit dans les colonies (Portugal, Antilles, Louisiane), les irlandais provenaient de l'émigration Irlandaise en Espagne.
Tous les exilés irlandais en Espagne n'eurent pas un destin si enviable. La couronne d'Espagne reconnaissait les titres nobiliaires irlandais - dont certains sans valeur en Irlande. Les exilés irlandais, nobles, pouvaient intégrer l'armée espagnole jusqu'aux grades les plus honorifiques et eurent plus de succès.
De la fin du XVIIe siècle et durant le XVIIIe siècle, 3 régiments irlandais furent créés et encadrés par les troupes des bourbons espagnols. Il s'agit des régiments Irlanda (1688) impliqué dans les combats d'Afrique du Nord, le régiment Ultonia (1709) basé à Gérone, et qui opéra en Italie, Baléares, Afrique du Nord, dans le Roussillon, à Toulon et le régiment Hibernia(1709) qui opéra aux Amériques de 1776 à 1785. Il est notamment commandé par Alejandro O’Reilly y McDowell, émigré jeune d'Irlande en 1725.
Ambrosio O'Higgins (en) devint gouverneur du Chili puis du Pérou à la fin du XVIIe siècle. Il est le père de Bernardo O'Higgins, chef de l'armée indépendantiste et premier chef d'État du Chili au début du XIXe siècle. Il termine sa carrière comme vice-roi du Pérou et président de l'Audience Royale de Lima ainsi que  Juan O’Donoju, dernier vice-roi de la Nouvelle Espagne jusqu'à l'indépendance du Mexique en 1821.

## Guerre d'Espagne
Durant la guerre d'Espagne, les volontaires irlandais rejoignent à la fois les rangs franquistes sous le commandement d'Eoin O'Duffy, fasciste irlandais qui crée la Légion Saint-Patrick, et à la fois les rangs républicains sous le commandement de Colonne Connolly au sein de la Brigade Abraham Lincoln.

### Sources et bibliographie
- Ministère de la défense espagnol, « Présence irlandaise dans la milice espagnole »
- « La présence irlandaise dans les armées espagnoles, 1580-1818 : L'histoire d'un succès »
- « Les officiers irlandais dans l'armée de l'Amérique, de 1750 à 1815 ».